# 宜鼎國際
宜鼎國際股份有限公司，簡稱宜鼎，英語品牌名稱為Innodisk，是台灣一家儲存裝置品牌。成立於2005年，總部位於新北汐止，其產品主要為嵌入式儲存裝置、動態隨機記憶體模組、嵌入式週邊模組、軟體解決方案與相關技術服務。

## 沿革
- 2005年3月：宜鼎國際於台灣正式成立
- 2008年10月：成立美國子公司
- 2010年2月：成立日本子公司
- 2011年1月：成立大陸子公司
- 2012年4月：成立荷蘭辦事處
- 2012年8月：股票公開發行
- 2012年10月：股票登錄興櫃
- 2013年1月：推出全新企業識別形象[2]
- 2013年11月：股票掛牌上櫃
- 2015年1月：荷蘭辦事處改制為荷蘭子公司
- 2015年12月：宜鼎國際教育基金會正式成立
- 2018年5月：台灣宜蘭研發製造中心落成啟用[3]
- 2018年11月：獲選台灣國際品牌Top35
- 2019年10月：獲選台灣國際品牌Top35
- 2019年3月：荷蘭分公司於恩荷芬啟用新辦公室[4]
- 2020年11月：獲選台灣國際品牌Top35
- 2024年7月：啟用位於宜蘭的全球研發製造中心二期廠區[5]

## 產品線
- 工業用嵌入式儲存
- 工業用記憶體模組
- 嵌入式週邊模組
- 軟體解決方案